# 齐圪挞汉墓
齐圪挞汉墓，位于中国河北省廊坊市齐圪挞村，为廊坊市大城县的一个省级文物保护单位，类型为古墓葬，公布时间为1993年7月15日。
齐圪挞汉墓的历史年代为汉代。